# التركيبة السكانية في تركيا
هذه المقالة هي عن الخصائص الديموغرافية للسكان في تركيا، بما في ذلك الكثافة السكانية، والعرق، ومستوى التعليم والصحة والسكان والوضع الاقتصادي والانتماءات الدينية والجوانب الأخرى من السكان.
| الجماعات العرقية في تركيا (2011). | الجماعات العرقية في تركيا (2011). | الجماعات العرقية في تركيا (2011). | الجماعات العرقية في تركيا (2011). | الجماعات العرقية في تركيا (2011). |
| --------------------------------- | --------------------------------- | --------------------------------- | --------------------------------- | --------------------------------- |
| العرق                             | العرق                             |                                   | النسبة                            | النسبة                            |
| أتراك                             | أتراك                             |                                   | 70.2%                             | 70.2%                             |
| كرد                               | كرد                               |                                   | 20.4%                             | 20.4%                             |
| قوقاز                             | قوقاز                             |                                   | 2.3%                              | 2.3%                              |
| عرب                               | عرب                               |                                   | 2.2%                              | 2.2%                              |
| فرس                               | فرس                               |                                   | 0.9%                              | 0.9%                              |
| أذربيجان                          | أذربيجان                          |                                   | 0.7%                              | 0.7%                              |

كان آخر تعداد رسمي في عام 2021 وبلغ عدد سكان البلد 84.680.273 نسمة. ويقدر عدد السكان في البلاد 84.6 مليون نسمة في نهاية عام 2021 (بناءً على نظام تسجيل عنوان السكن في تركيا)،  ما يقارب ثلاثة أرباع السكان يعيشون في البلدات والمدن. وفقا لتقديرات عام 2009، يتزايد عدد السكان بنسبة 1,5% سنويا. تركيا لديها متوسط الكثافة السكانية 92 شخصًا لكل كيلومتر مربع. يشكلون الناس داخل الفئة العمرية 15-64 ما نسبته 67% من مجموع السكان، والفئة العمرية 0-14 ما نسبته 26% ؛ بينما كبار السن من المواطنين الذين تتراوح أعمارهم بين 65 عاما فما فوق يشكلون 7%  وفي عام 1927، بلغ عدد سكان الجمهورية التركية 13,6 مليون نسمة حسب الإحصائية الأولى مُنذ اقامة الدولة التركية.
العمر المتوقع عند الولادة يبلغ 71,1 سنة للرجال و 75,3 سنة للنساء، بمتوسط 73,2 سنة للسكان ككل. والتعليم الإلزامي والمجاني من سن 6 إلى 15. معدل الإلمام بالقراءة والكتابة 96% للرجال و (80,4%) للنساء، بمتوسط 88,1% من الإجمالي. والأرقام المنخفضة للمرأة ويرجع ذلك أساسًا إلى العادات التقليدية للعرب والأكراد الذين يعيشون في المحافظات الجنوبية الشرقية من البلاد.
المادة 66 من الدستور التركي يعرف «الترك» بأنه «أي شخص مُرتبط بالدولة التركية من خلال رابطة المواطنة»، وبالتالي، فإن الاستخدام القانوني ل «التركية» مُصطلح كمواطن في تركيا يختلف عن التعريف العرقي. ومع ذلك، فإن الغالبية العُظمى من السكان هم من العرق التركي التركي. هناك ما يقدر بنحو 70-75% حسب وكالة المخابرات المركزية  وعلى 76,0% من خلال المسح من ميليت في عام 2007.
الأكراد، وهي مجموعة عرقية متميزة تتركز أساسا في المقاطعات الجنوبية الشرقية من البلاد، هي أكبر عرق من غير العرق التركي والتي تقدر بحوالي 20% من السكان. في حين أن مصطلح «الأقلية» في حد ذاته لا تزال قضية حساسة في تركيا. بيانات موثوقة عن المزيج العرقي للسكان غير متوفرة، لأن أرقام تعداد السكان التركي لا تتضمن إحصاءات عن العرق.
الثلاثة المعترف بها رسميا من الأقليات المجموعات العرقية (في معاهدة لوزان)، هي: الأرمن واليونانيين واليهود. وقع في 30 يناير 1923، على اتفاق ثُنائي للتبادل السكان بين اليونان وتركيا دخلت حيز التنفيذ في العشرينيات من القرن الماضي، مع ما يقرب من 1,5 مليون من اليونان الانتقال من تركيا وبعض الأتراك (نصف مليون) قادمون من اليونان. جماعات عرقية أخرى تشمل أبخازيين وألبان وعرب وآشوريين وبوسنيين وشركس وجورجيين و«هامشينيين»، و«لاز»، وبوماك (بلغار) وغجر.
أقليات من أصل أوروبا الغربية تشمل فرنسيو المشرق «Levantenler» ومعظمهم من جنوة بندقييون التي تواجدت في البلد (وخصوصًا في إسطنبول  وازمير ) منذ فترة القرون الوسطى.

## الجاليات
هناك جاليات تركية كبيرة في المهجر، تتركز معظمها في دول الاتحاد الأوروبي، حيث يشكل الأتراك على سبيل المثال أكبر جالية أجنبية في ألمانيا، يبلغ تعدادها ما يقارب الأربعة ملايين نسمة. هناك جاليات تركية كبيرة أيضا في الولايات المتحدة وكندا وأستراليا.

## اللغة
التركية هي اللغة الرسمية الوحيدة في جميع أنحاء تركيا. وطبقًا لكتاب حقائق العالم، وتبلغ الذين يتكلموا اللغة التركية من 70-75% حوالي من سكان تركيا، في حين أن اللغة الكردية يتحدث بها حوالي 18% وقد كانت تركيا قبل ذلك تكتب بـالأبجدية التركية العثمانية في عهد الدولة العثمانية. شبكة TRT التلفزيونية تبث برامج باللغات واللهجات المحلية للغة العربية والبوسنية والكردية والشركسية بضع ساعات في الأسبوع. قناة التلفزيون العامة، TRT 6، التي بثت برامجها باللغة الكردية أكثر من مرة، في أوائل عام 2009.

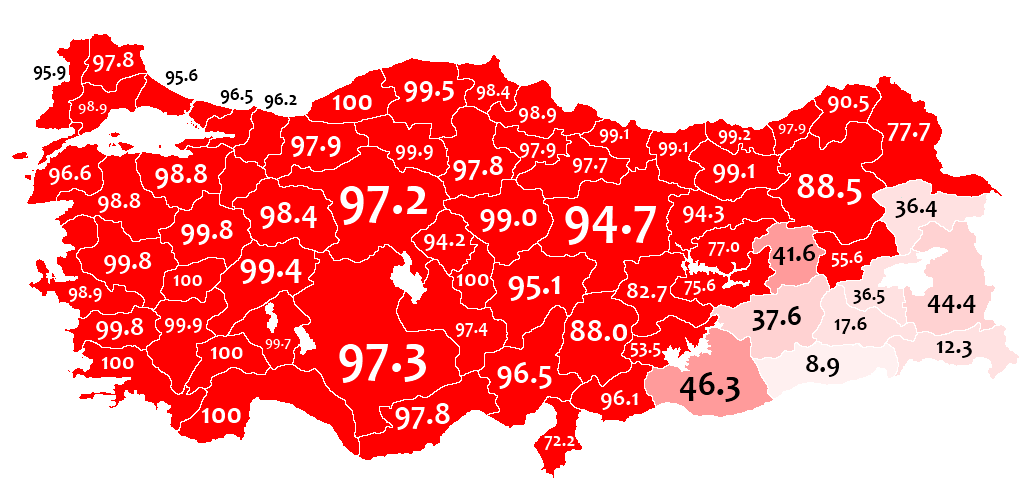
نسبة السكان الناطقين بالتركية كلغتهم الأم حسب المحافظات في تركيا عام 1965.
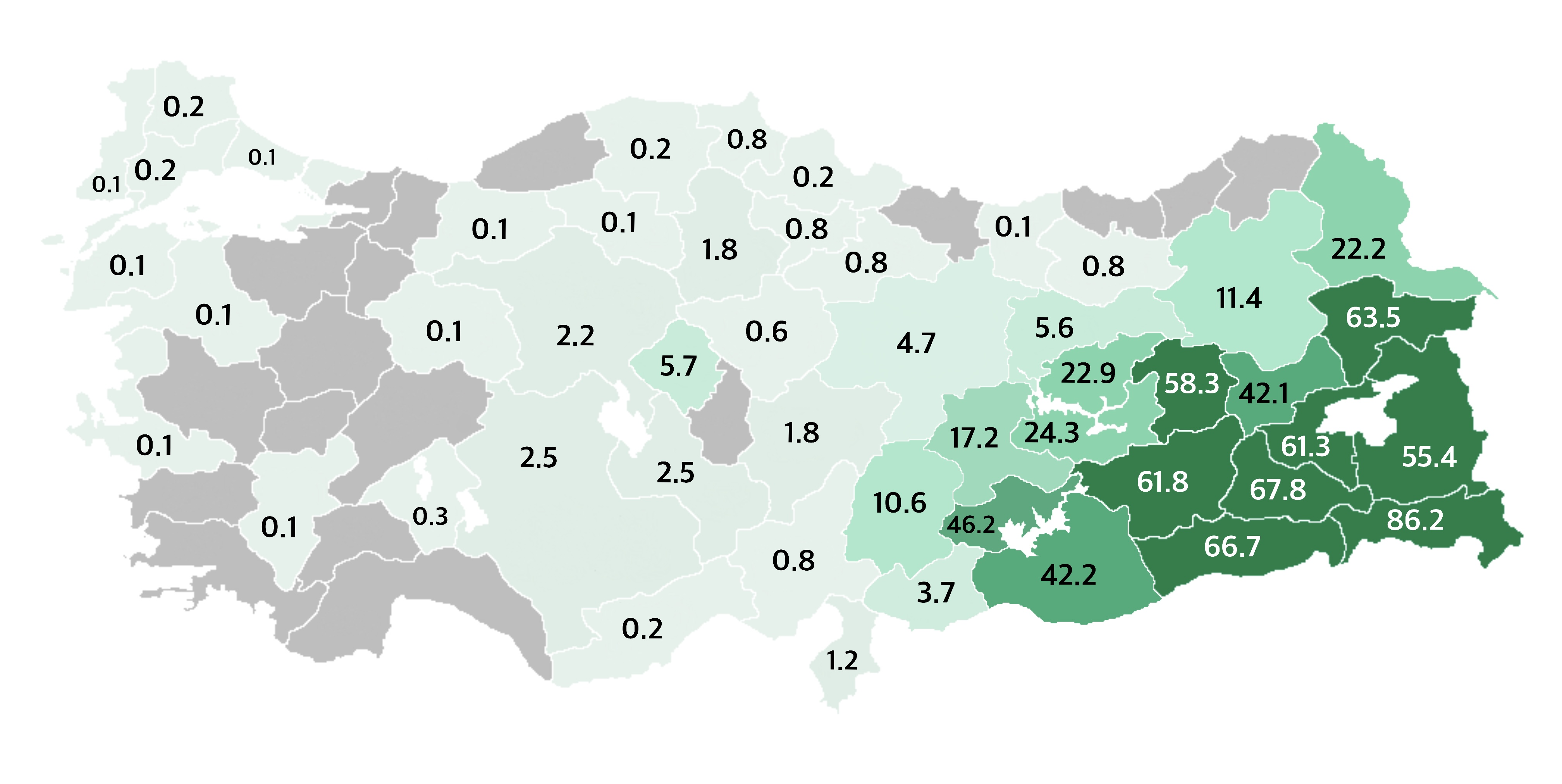
نسبة السكان الناطقين بالكردية أو الزازاكية كلغتهم الأم حسب المحافظات في تركيا عام 1965.
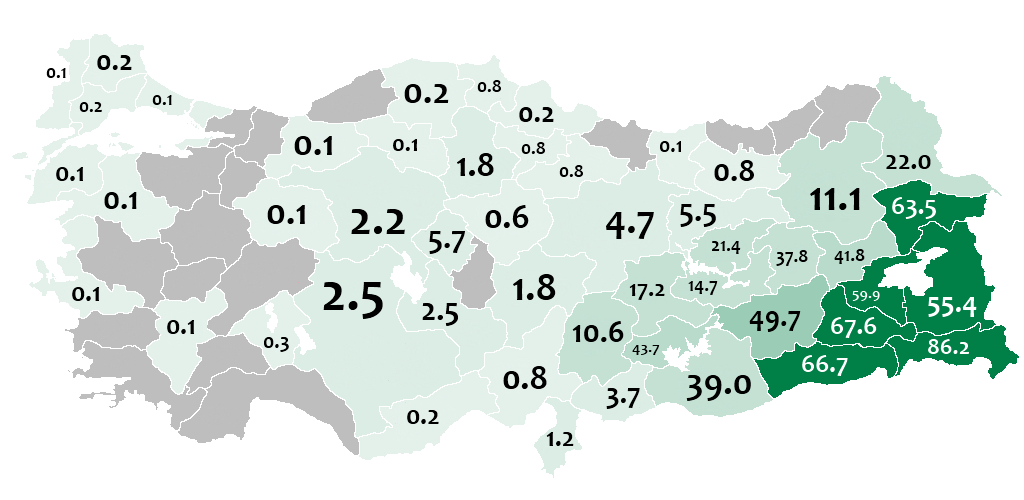
نسبة السكان الناطقين بالكردية كلغتهم الأم حسب المحافظات في تركيا عام 1965.
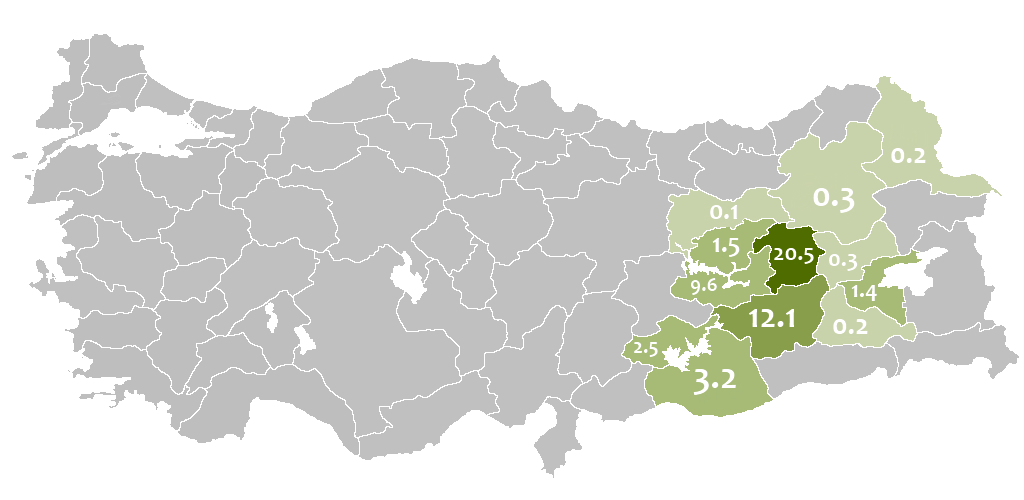
نسبة السكان الناطقين بالزازاكية كلغتهم الأم حسب المحافظات في تركيا عام 1965.
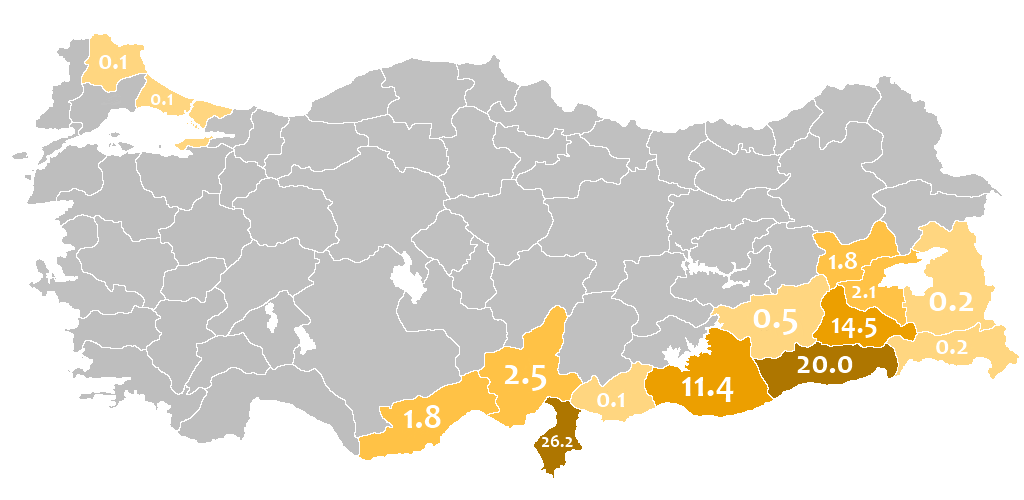
نسبة السكان الناطقين بالعربية كلغتهم الأم حسب المحافظات في تركيا عام 1965.
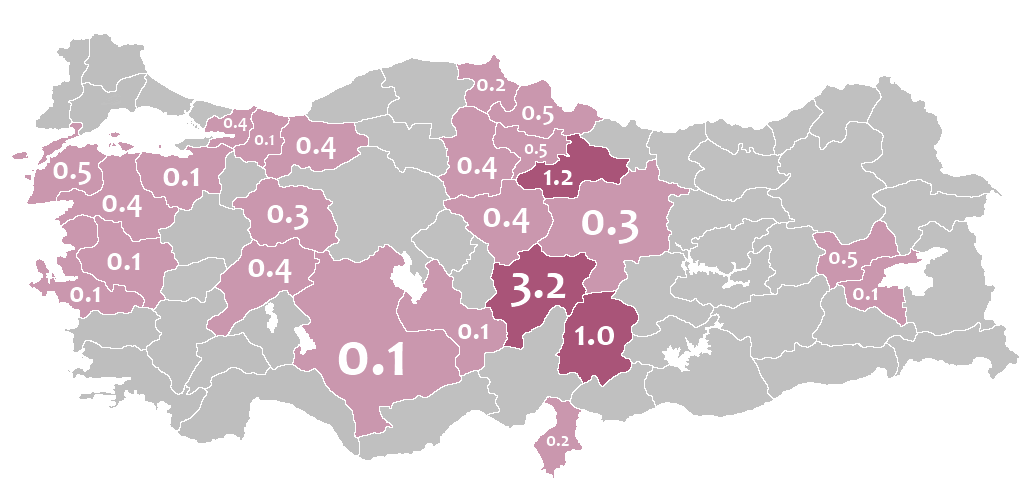
نسبة السكان الناطقين بالشركسية كلغتهم الأم حسب المحافظات في تركيا عام 1965.
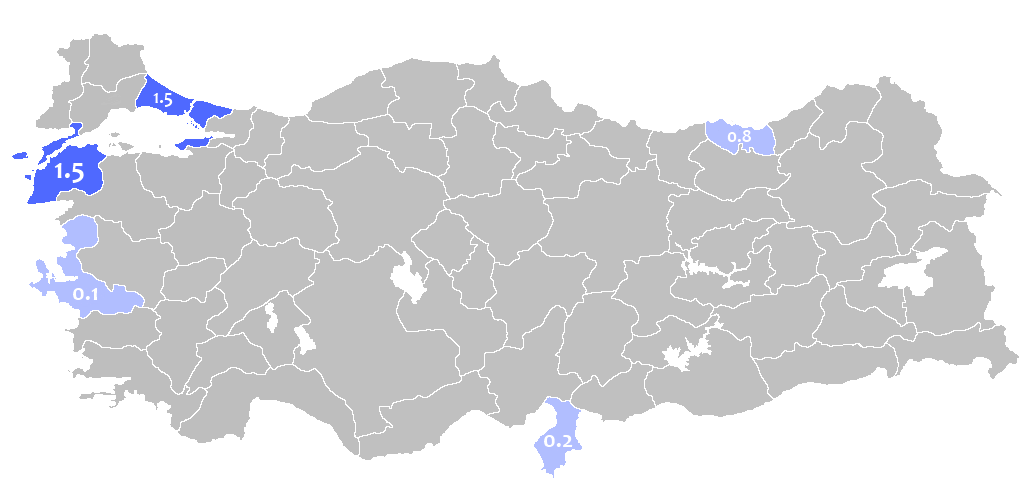
نسبة السكان الناطقين باليونانية كلغتهم الأم حسب المحافظات في تركيا عام 1965.
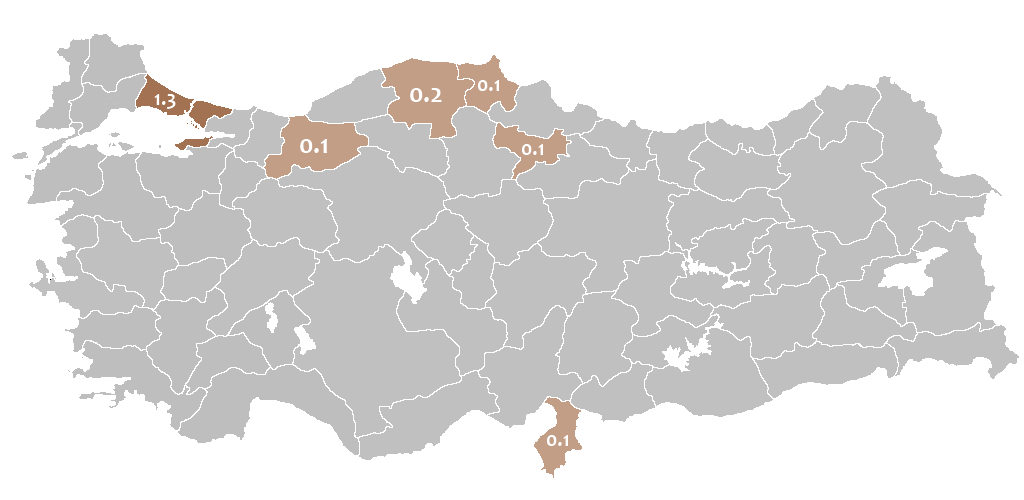
نسبة السكان الناطقين بالأرمنية كلغتهم الأم حسب المحافظات في تركيا عام 1965.
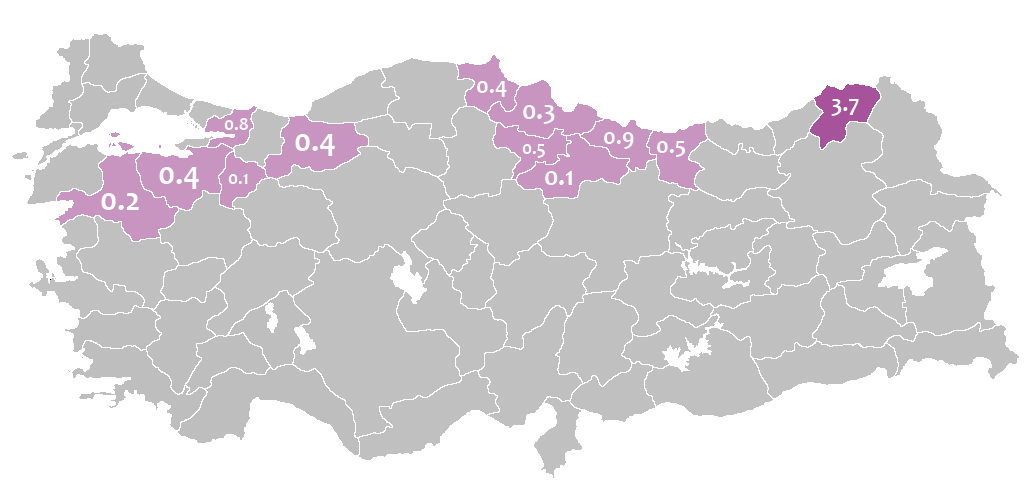
نسبة السكان الناطقين بالجورجية كلغتهم الأم حسب المحافظات في تركيا عام 1965.
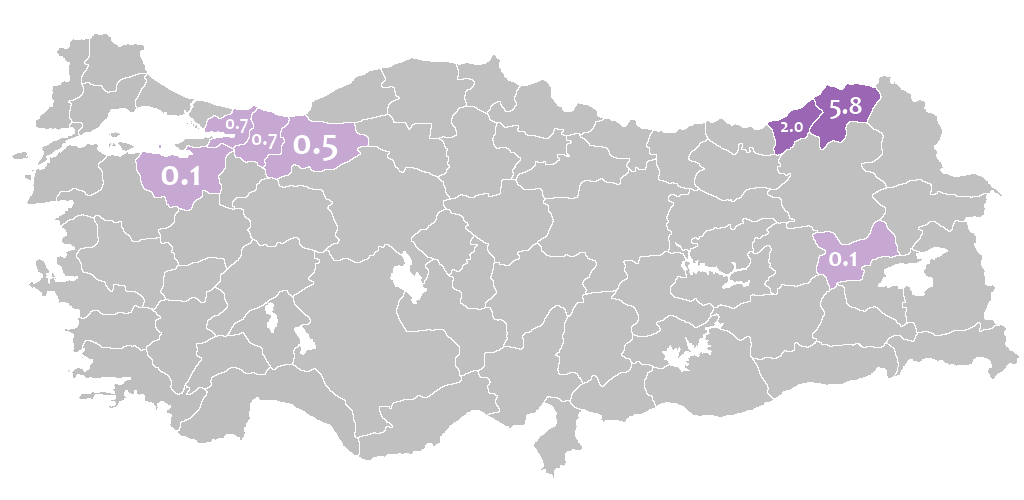
نسبة السكان الناطقين باللازية كلغتهم الأم حسب المحافظات في تركيا عام 1965.
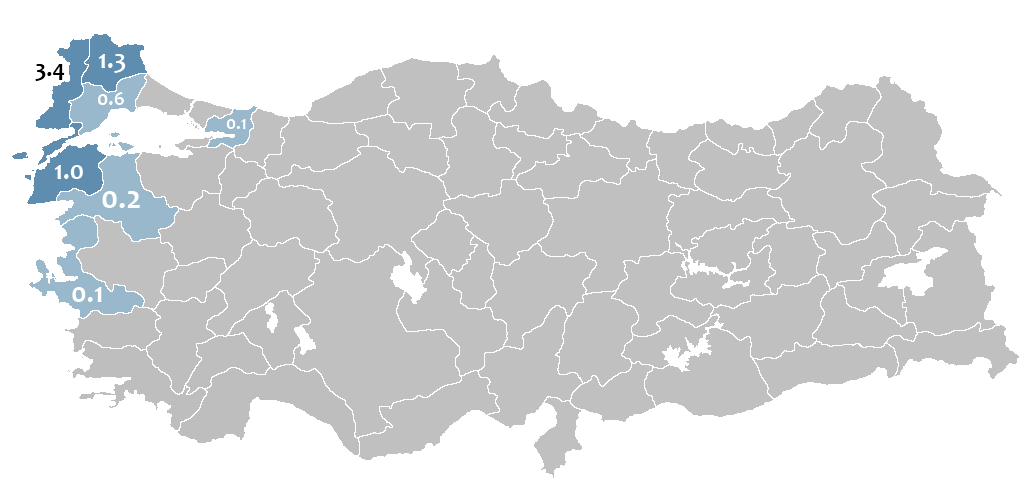
نسبة السكان الناطقين بالبوماكية كلغتهم الأم حسب المحافظات في تركيا عام 1965.
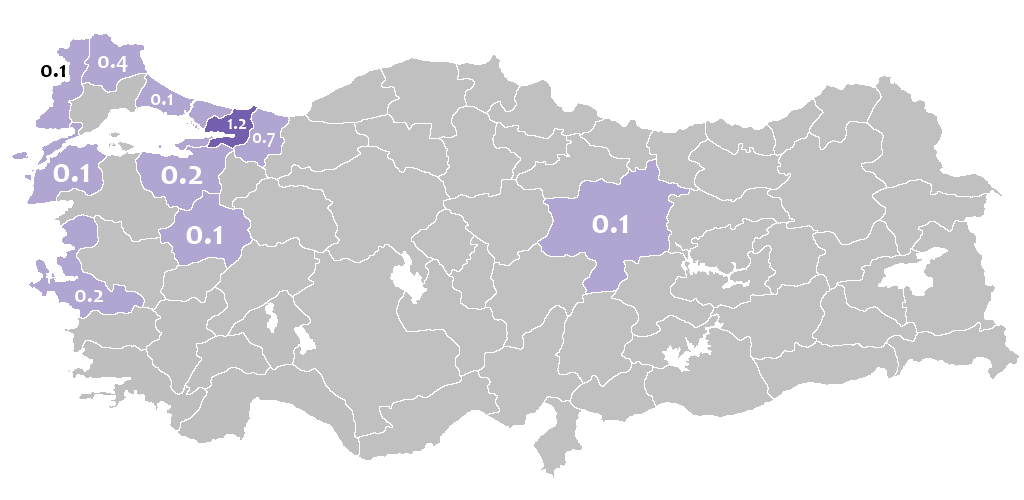
نسبة السكان الناطقين بالبوسنوية كلغتهم الأم حسب المحافظات في تركيا عام 1965.
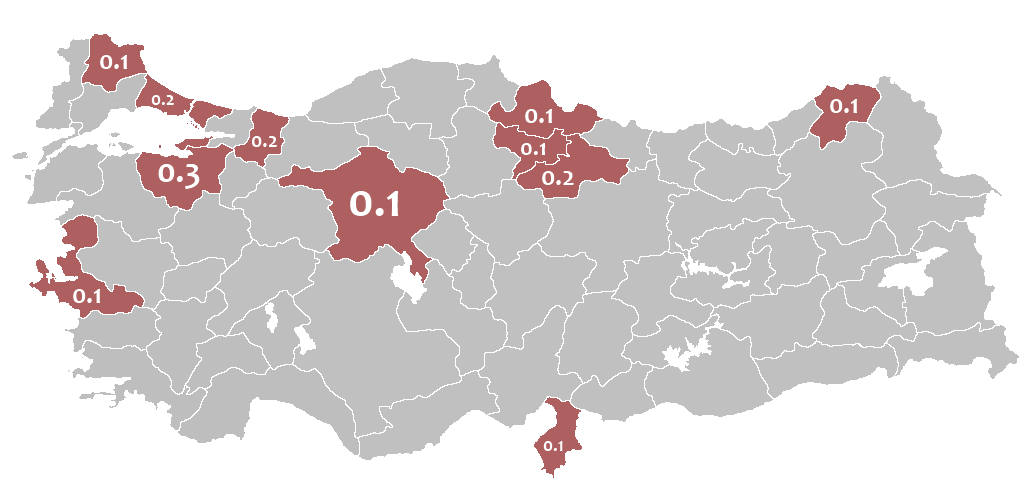
نسبة السكان الناطقين بالألبانية كلغتهم الأم حسب المحافظات في تركيا عام 1965.
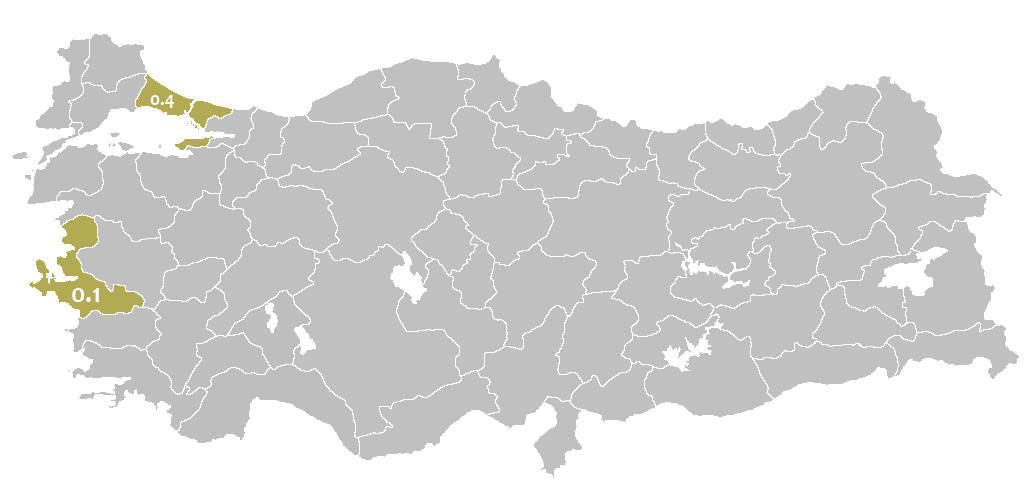
نسبة السكان الناطقين باللغات اليهودية كلغتهم الأم حسب المحافظات في تركيا عام 1965.

## الديانة
| الديانة في تركيا | الديانة في تركيا | الديانة في تركيا | الديانة في تركيا | الديانة في تركيا |
| ---------------- | ---------------- | ---------------- | ---------------- | ---------------- |
| الديانة          | الديانة          |                  | النسبة           | النسبة           |
| الإسلام          | الإسلام          |                  | 96.1%            | 96.1%            |
| اللادينية        | اللادينية        |                  | 3.2%             | 3.2%             |
| المسيحية         | المسيحية         |                  | 0.6%             | 0.6%             |
| آخرون            | آخرون            |                  | 0.1%             | 0.1%             |

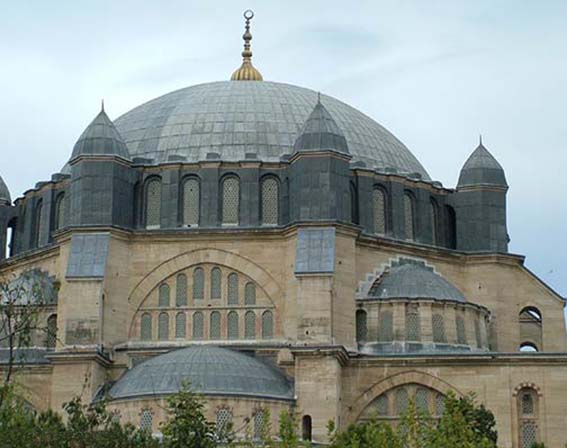
جامع سليمية - أدرنة

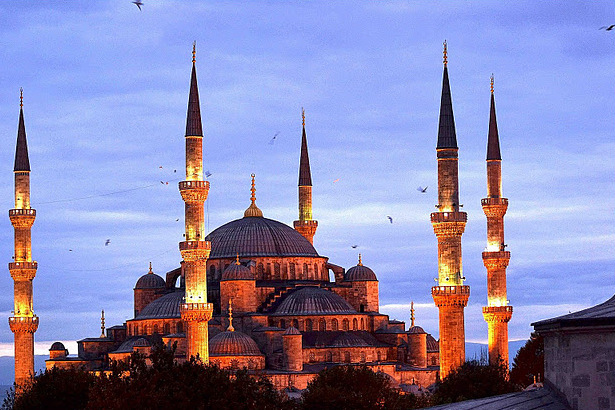
جامع السلطان أحمد في أسطنبول.

تركيا دولة علمانية حيث لايوجد دين رسمي للدولة كما أن الدستور التركي يؤمن حرية المعتقد والدين يدين غالبية سكان تركيا بالإسلام، فحسب إحصاءات فإن ذلك يشكل 99% من سكان البلاد، فيما تذكر مراكز بحثية بأن نسبة المسلمين في تركيا تتراوح بين 97% إلى 98 % من السكان. ويعتقد أن ما بين (85-90%) منهم يتبعون الطائفة السنية، بينما يتبع ما بين (10-15%) طائفة شيعة العلويون[ ؟ ]. ليصل عددهم ما بين 7 إلى 10 ملايين نسمة. كما يدين ما بين 0.6%-0.9% بالمسيحية وتعتبر الكنيسة الأرثوذكسية[ ؟ ] أكبر الطوائف مسيحية في تركيا، وبحسب احصائية مركز الأبحاث الاميركي بيو يعيش في تركيا حوالي 310,000 مسيحي، ويعتنق حوالي 0,04% اليهودية ويبلغ عددهم اليوم 23,000 وأغلبهم سفارديم، أغلبية يهود تركيا هاجروا عقب قيام إسرائيل. كان المسيحيون يشكلون حوالي ما نسبته 20% من سكان أراضي تركيا الحالية في بداية القرن العشرين، لكن النسبة انخفضت عقب قيام الدولة العثمانية مذابح ضد الارمن وضد الطوائف المسيحية الأخرى والتي ادت إلى حدوث المذابح الاشورية ومذابح اليونانيون وقد تمت المذابح في شرق الأناضول وجنوبه وفي شمال العراق، وقد فاق عدد ضحاياها المليون ونصف مليون ارمني و 250,000 إلى 750,000 آشوريين/سريان/كلدان ونصف مليون يوناني على يد الدولة العثمانية خلال الحرب العالمية الأولى وبسبب عملية التبادل السكاني لليونانيين الأرثوذكس وعقب بوغروم إسطنبول عام 1955 والتي ادت إلى هجرة أغلبية مسيحيين إسطنبول، بسبب نهب الكنائس وقتل السكان المحليين من المسيحيين، فقد حرقت خلال هذه الأعمال بطريركية القسطنطينية مركز الكنيسة الأرثوذكسية والعديد من المنازل والمشاغل والمصالح التي يملكها يونانيون وارمن. اما الاخرون يبلغون حوالي 5:6% فهم الايزيديين ومانويين وصابئة المندائية وغيرهم.
نص المادة 24 من دستور عام 1982 يشير إلى أن مسألة العبادة هي مسألة شخصية فردية. لذا لا تتمتع الجماعات أو المنظمات الدينية بأي مزايا دستورية. هذا الموقف وتطبيق العلمانية بشكل عام في تركيا نبع من الفكر الكمالي، الذي ينسب لمؤسس تركيا الحديثة كمال أتاتورك الداعي للعلمانية وفصل الدين عن الدولة. المنشآت الإسلامية ورجال الدين يتم إدارتهم من قبل دائرة الشؤون الدينية (Diyanet İşleri Bakanlığı) التي تأسست العام 1924، والتي تقوم بإدارة وصيانة وإنشاء نحو 75.000 مسجد مسجل حول البلاد. لا يتم دعم منظمات الديانات الأخرى بشكل رسمي، ولكنهم في المقابل يتمتعوا بإدارة ذاتية وحرية العمل.

## الأعياد والعطلات الرسمية
تقام أيام العطل الرسمية في تركيا بموجب قانون 2429 مُنذ 19 مارس 1981 الذي حل محل قانون 2739 من 27 مايو 1935. ويمكن تصنيف هذه العطلات بالأعياد الدينية والوطنية.
| التاريخ                               | العيد                                  | الاسم المحلي                            | تصريحات                                                                                                 |
| ------------------------------------- | -------------------------------------- | --------------------------------------- | --- |
| 1 يناير                               | رأس السنة الميلادية                    | Yılbaşı                                 | أول يوم من أيام ميلادية السنة الجديدة                                                                   |
| 23 أبريل                              | يوم السيادة الوطنية للطفولة            | Ulusal Egemenlik ve Çocuk Bayramı       | الاحتفال بالذكرى الأولى لافتتاح الجمعية الوطنية الكبرى لتركيا في أنقرة في عام 1920. مخصصة للأطفال.      |
| 1 مايو                                | عيد العمال العالمي                     | Emek ve Dayanışma Günü                  | |
| 19 مايو                               | الاحتفال بيوم أتاتورك والشباب والرياضة | Atatürk'ü Anma, Gençlik ve Spor Bayramı | الاحتفال بداية حركة التحرر الوطني التي بدأت في عام 1919 من قبل أتاتورك المقصودة في سمسون. مخصصة للشباب. |
| 30 أغسطس                              | عيد الانتصار                           | Zafer Bayramı                           | احياء لذكرى الانتصار في معركة نهائية بعد إنهاء حرب الاستقلال التركية في عام 1922، مكرسة للقوات المسلحة. |
| 29 أكتوبر                             | يوم الجمهورية                          | Cumhuriyet Bayramı                      | احياء لذكرى اعلان الجمهورية عام 1923. أيضا في فترة ما بعد الظهر من اليوم السابق.                        |
| بعد نهاية تقويم الإسلامي رمضان        | عيد الفطر                              | Ramazan Bayramı أو Şeker Bayramı        | عطلة دينية لمدة 3 أيام. أيضا في فترة ما بعد الظهر من اليوم السابق.                                      |
| 70 يوما بعد نهاية شهر رمضان الإسلامية | عيد الأضحى                             | Kurban Bayramı                          | عطلة دينية لمدة 4 أيام. أيضا في فترة ما بعد الظهر من اليوم السابق.                                      |

## الدين
تعتبر الديانة الإسلامية (المذهب السني) الأكثر انتشارا في تركيا بنسبة 96.1% رغم تنوع الطوائف السكانية في البلاد (تميز الثقافات)، واعتماد الحكومة على النظام العلمانيفي تسيير مؤسسات الدولة.
وبسبب التنوع الطائفي تنتشر الديانة المسيحية بنسبة (0.6% إلى 2.1% من السكان)، اغلبيتهم تنتمي الي الكنيسة الأرثوذكسية المشرقية.

## مجموعات إثنية

### الأرمن
كانت الجالية الارمنية في تركيا تمثل نسبة: (15% إلى 20%) قبل بدء الحرب العالمية الأولى لكن بعد التوغل اليوناني المسيحي في تركيا رأت الحركة إلاصلاحية السياسية المكونة من الطلاب العسكريين الاتراك في الدولة العثمانية المسماة:تركيا الفتاة أن الجاليات المسيحية المنتشرة في البلاد تعتبر تهديد مستمر لاستقرار الوضع الامني في مناطق انتشارهم كا منطقة البحر الأسود ومنطقة وسط الأناضول بسبب الزحف اليوناني إلى البلاد، لذا قررت هذه الحركة (التي إعتلت الحكم آنذاك) بالقيام بعملية تهجير وقتل لطائفة الأرمنية، حيث حسب المتعارف عليه بدأت هذه المجازر يوم 24 ابريل من عام 1915 حيث قامت حكومة تركيا الفتاة بعمليات قتل وتهجير قسري لطائفة الأرمنية حيث يقدر عدد الضحايا مابين (800,000 إلى 1,500,000 نسمة ارمنية).
الآن تعتبر الجالية الأرمنية من أصغر الطوائف الموجودة في البلاد حيث يقدرون بما يقارب 50,000 إلى 70.000 نسمة اغلبيتهم موجودة في إسطنبول ومنطقة هاتاي
جميع سكان ماتبقى من هذه الطائفة تدين بالدين المسيحي، وللكنيسة الرسولية الارمنية هي المتعارفة بين أبناء الجالية.

### الشركس
هم مجموعة من الشعوب النازحة من منطقة القوقاز إلى ضفاف البحر الاسود (شمال تركيا-غرب جورجيا...) حيث اضطرت هذه المجموعة السكانية لنزوح لمناطق أكثر أمنا نتيجة للحروب التوسيعة التي شنتها الإمبراطورية الروسية آنذاك.
آلان تتاوجد الاغلبية الشركسية في تركيا (قرابة 3,000,000 نسمة) بإلاضافة لدول ذات حكم ذاتي تابعة لنظام الروسي (مايقارب 1,000,000 نسمة).
وهناك تواجد صغير للأقلية الشركسية في دول الشرق الأوسط والاتحاد الأوروبي بالإضافة إلى دول وسط آسيا.
غالبية هذه الطائفة تدين بالدين الإسلامي السني وأقلية مسيحة تابعة للكنيسة الأرثوذكسية الشرقية.
بخصوص التواجد الشركسي في تركيا، فهم يمثلون نسبة 2.3 من سكان تركيا (رفقة شعوب القوقاز الأخرى).
تتمركز الطبقة الشركسية التركية في المدن الصناعية والساحيلية كا:(إسطنبول- بورصة-أنقرة-إزمير-...).

## اللغات المنطوقة
التركيه - الكرديه

## الأقليات
تأسست تركيا الحديثة مصطفى كمال أتاتورك والعلمانية (Laiklik، والتكيف التركية العلمانية الفرنسية)، أي من دون دين الدولة، أو انقسامات عرقية منفصلة / الهويات.
تم فقط على مفهوم «الأقليات» مقبولا من قبل جمهورية تركيا على النحو الذي حددته معاهدة لوزان لعام 1924 ومنها يقتصر على اليهود واليونانيين والأرمن، وفقط في المسائل الدينية، وتستبعد من نطاق مفهوم الهويات العرقية من هذه الأقليات مثل الآخرين مثل الأكراد الذين يشكلون 15٪ من البلاد، والبعض الآخر يشمل الآشوريين / السريان من مختلف الطوائف المسيحية، العلويين وجميع الآخرين.
هناك العديد من التقارير من مصادر مثل (هيومن رايتس ووتش، البرلمان الأوروبي، المفوضية الأوروبية، والبرلمانات الوطنية في الدول الأعضاء في الاتحاد الأوروبي، ومنظمة العفو الدولية وغيرها) عن استمرار التمييز حتى الآن في الانخفاض.
الاتجاهات الحالية معينة هي:
- أئمة المساجد في تركيا الحصول على رواتب من الدولة (مثل رجال الدين الأرثوذكس اليونانيين في اليونان)، في حين أن العلويين التركية لا تدفع، فضلا عن رجال الدين غير الأرثوذكسية وغير الأرمني.
- ويمكن تدريب الأئمة بحرية في المدارس الدينية العديدة والإدارات اللاهوت في الجامعات في جميع أنحاء البلاد؛ أقلية الأديان لا يمكن إعادة فتح المدارس لتدريب رجال الدين المحليين بسبب التشريعات والمعاهدات الدولية التي يعود تاريخها إلى نهاية حرب الاستقلال التركية. اختتام كلية خالكي اللاهوتية هو عظم قرحة للخلاف بين تركيا والعالم الأرثوذكسية الشرقية.
- الدولة التركية يرسل الأئمة دفعت، التي تعمل تحت سلطة من رئاسة الشؤون الدينية (ديانت İşleri Başkanlığı) إلى مختلف البلدان الأوروبية أو الآسيوية مع السكان التركية أو الناطقة بالتركية، كما مع المسؤولين المحليين من رؤساء القنصليات التركية.
- وشاركت تركيا في الآونة الأخيرة في إصدار سلسلة من التشريعات القانونية التي تهدف إلى إزالة العقبات الاجرائية قبل استخدام عدة لغات محلية يتحدث بها المواطنون التركية الكردية مثل (الكورمانجية) والعربية وزازا والمتوسطة من الاتصالات والعلاقات العامة، جنبا إلى جنب مع غيرها من أصغر عدة لغات المجموعات العرقية. وقد تم مؤخرا وهناك عدد قليل تدريس الكردية خاصة مراكز سمح لفتح. البث التلفزيوني باللغة الكردية على أساس 7/24 على التردد العامة مقومة حزب تاى راك تاى المملوكة للحكومة 6، في حين أن قنوات وطنية خاصة لا تظهر أي اهتمام حتى الآن. لكن هناك بالفعل عدة محطات التلفزيون الفضائية الكردية التي تعمل من منطقة الحكم الذاتي الكردية في شمال العراق وغرب أوروبا، والبث الإذاعي باللغة الكردية، واللغات التركية والآرامية الجدد، وكردستان TV، KurdSAT، وما إلى ذلك؛

ويقال إن أرقام أقلية غير مسلم إلى أن الهبوط السريع، وذلك نتيجة للتقدم في السن، والهجرة (إلى إسرائيل واليونان والولايات المتحدة وأوروبا الغربية).
- هناك قلق بشأن مستقبل البطريركية الأرثوذكسية اليونانية، التي تعاني من عدم وجود رجال الدين المدربين وذلك بسبب إغلاق مدرسة هلكي. الدولة لا تعترف حالة المسكونية للبطريرك القسطنطينية.
- وفقا للارقام الصادرة عن وزارة الخارجية في كانون الأول 2008، وهناك 89000 مواطن تركي المعينة على أنها تنتمي إلى أقلية، فإن ثلثي أصل الأرمن.[38]

## الإحصاءات الديمغرافية من كتاب حقائق العالم
الإحصاءات التالية الديموغرافية هي من كتاب حقائق العالم لوكالة المخابرات المركزية، ما لم يرد خلاف ذلك.
الهيكل العمري
- «0–14 سنة:» 24.26٪ (ذكور 10,085,558 / إناث 9,627,967)
- «15 - 24 سنة:» 15.88٪ (ذكور 6,589,039 / إناث 6,311,113)
- «25 –54 سنة:» 43.26٪ (ذكور 17,798,864 / إناث 17,349,228)
- 55-64 سنة: 8.82٪ (ذكور 3557329 / إناث 3606.120)
- 65 سنة فأكثر: 7.79٪ (ذكور 2,825,738 / إناث 3,506,283) (تقديرات 2018)

منتصف العمر
- `` إجمالي عدد السكان: 32.4 سنة
- الذكر: 31.7 سنة
- أنثى: 33.1 سنة (2019 est.) [40]

نسبة الجنس
- عند الولادة: 1.05 ذكر / أنثى
- `` أقل من 15 عامًا: " 1.05 ذكر / أنثى
- «15 إلى 24 سنة:» 1.04 ذكر / أنثى
- «25 إلى 54 سنة:» 1.03 ذكر / أنثى
- «55 - 64 سنة:» 0.99 ذكور / أنثى
- «65 سنة فأكثر:» 0.8 ذكور / أنثى
- `` إجمالي عدد السكان: " 1.01 ذكر / أنثى (تقديرات 2017)

مدة الحياة المتوقعه عند الولادة
- `` إجمالي عدد السكان: " 78.3 سنة
- الذكر: 75.6 سنة
- أنثى: 81.0 سنة (2019 تقديريًا) [41]

تحضر
- سكان الحضر: 75.1٪ من إجمالي السكان (2018)
- معدل التحضر: 2.04٪ معدل التغير السنوي (تقديرات 2015-2020)

جنسية
- اسم:: الترك (ق)
- الصفة:: اللغة التركية

معرفة القراءة والكتابة
سن 15 وما فوق يمكنه القراءة والكتابة
- مجموع السكان: 96.2٪
- ذكور: 98.8٪
- إناث: 93.6٪ (تقديرات 2016)